# Бритавська сільська рада
| Бритавська сільська рада — колишній орган місцевого самоврядування у Чечельницькому районі Вінницької області з адміністративним центром у с. Бритавка. Сільській раді були підпорядковані населені пункти: - с. Бритавка |

## Склад ради
Рада складалася з 14 депутатів та голови.

## Керівний склад сільської ради
| ПІБ                         | Основні відомості                                                                       | Дата обрання | Дата звільнення |
| --------------------------- | --------------------------------------------------------------------------------------- | ------------ | --------------- |
| Корчевська Лілія Миколаївна | Сільський голова, 1963 року народження, освіта, позапартійна                            | 26.03.2006   | 31.10.2010      |
| Жовтяк Віктор Григорович    | Сільський голова, 1965 року народження, освіта середня спеціальна, член Партії регіонів | 31.10.2010   |                 |

Примітка: таблиця складена за даними джерела